# December
För andra betydelser, se December (olika betydelser).
December är årets tolfte och sista månad i den gregorianska kalendern och har 31 dagar. Den innehåller årets 335:e till 365:e dag (336:e till 366:e vid skottår). Namnet betyder den tionde på latin och beror på att den ursprungligen var den tionde månaden i den gamla romerska kalendern. 
December kallades förr i Sverige för julmånad (se gammelnordiska kalendern), i Danmark för kristmåned. Benämningen julmånad användes från 1600-talet fram till 1900-talet parallellt med december i almanackorna. Före 1608 användes istället enligt tysk förebild namnet Christmånad i Sverige. I Danmark fortsatte man att använda det senare namnet. I Finland kallas december fortfarande joulukuu (julmånad).

## Det händer i december

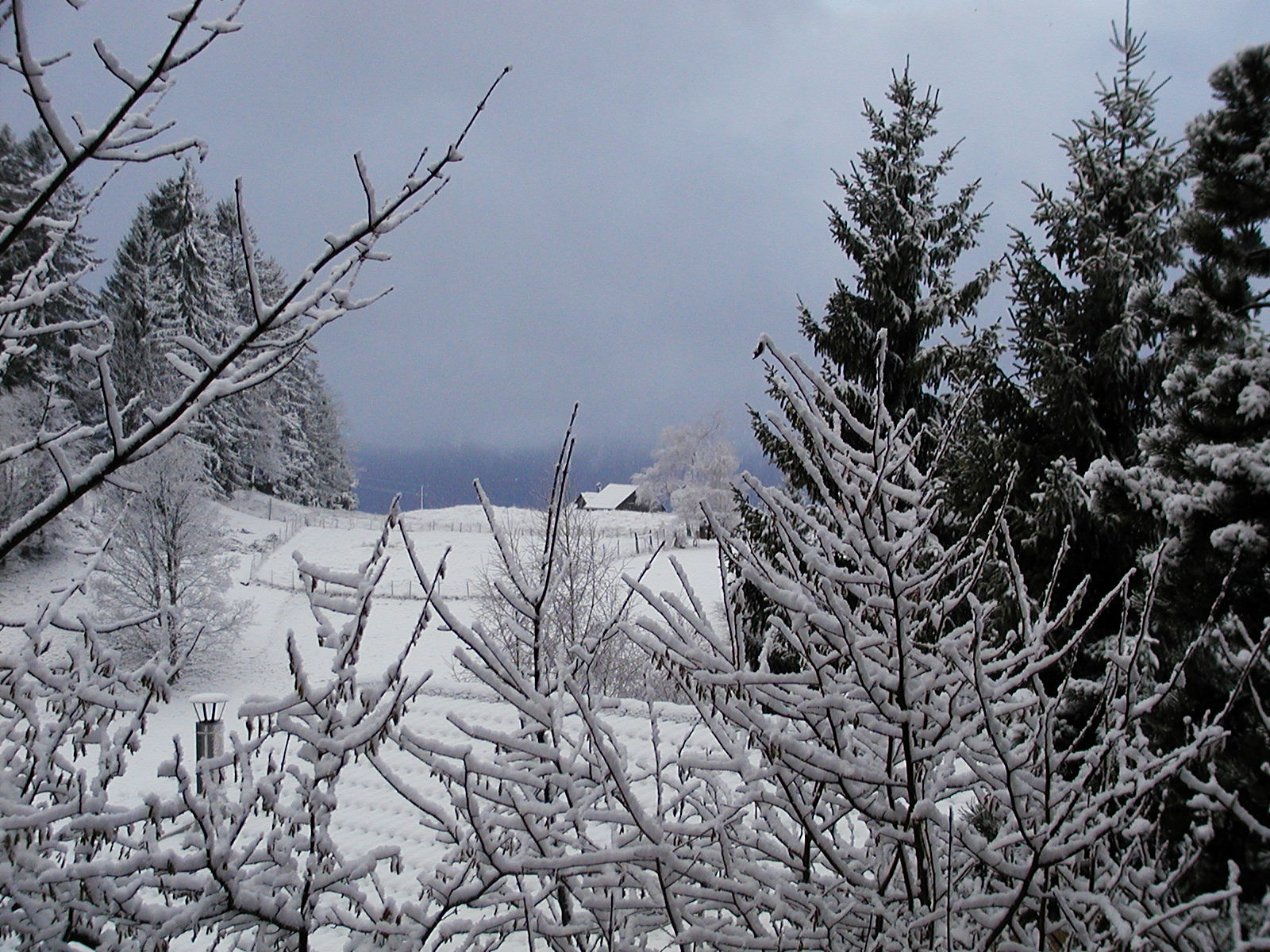
En tydlig bild av en typisk snöig decembermånad på norra halvklotet, som här i Österrike.

### Astrologi
- Inom astrologin börjar december med solen i Skyttens (Sagittarius) tecken och slutar med Stenbocken (Capricorn).

### Astronomi
- Med astronomiska termer slutar solen i Skytten och börjar i konstellationen Ophiuchus, vilket är den enda stjärnbilden inom Zodiaken som inte räknas som ett astrologiskt tecken.
- Mellan 20 december och 22 december är det vintersolstånd på Norra halvklotet och sommarsolstånd på Södra halvklotet.

### Högtider
- Hanukkah
- 1 december: Världsaidsdagen [2]
- 6 december:
  - Sankt Nikolaus-dagen

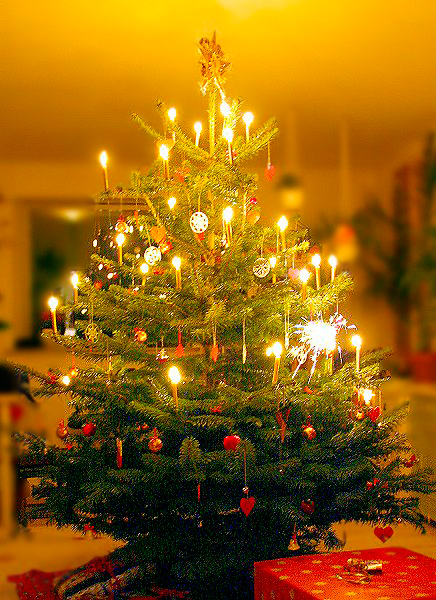
I december firar många kristna jul.

  - Finland firar Finlands självständighetsdag
- 7 december: USA minns Japans anfall på Pearl Harbor 1941.[3]
- 10 december: Nobeldagen[4]
- 12 december: Día de la Virgen de Guadalupe
- 13 december: Lucia[5]
- 14 december: Internationella ap-dagen
- 18 december: Internationella migrationsdagen[6]
- Dongjinal
- 24 december: julafton[7]
- 25 december: juldagen
- 26 december: annandag jul
- 28 december: Värnlösa barns dag
- 26 december–1 januari: Kwanzaa[8]
- 31 december: nyårsafton

### Sport

#### Bandy

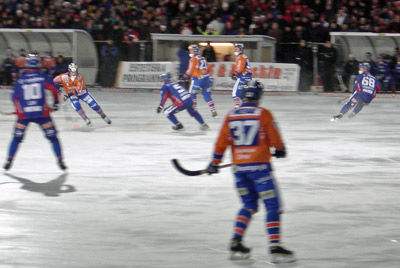
I Sverige är det tradition med seriematcher i bandy på annandag jul, som här då Bollnäs GoIF/BF möter Edsbyns IF under annandagsderbyt 2004.

- 26 december: På annandag jul, brukar seriematcher i bandy spelas i Sverige. Fenomenet kallas Annandagsbandy.

#### Fotboll
- Världsmästerskapet för klubblag, tidigare Interkontinentala cupen.

#### Handboll
- VM för damer (udda år) och EM för damer (jämna år) avgörs normalt i december.

#### Ishockey
- Europacupen i ishockey för herrar avgjordes, då den fanns, i december. Europacupen i ishockey för damer avgörs i december.
- Junior-VM i ishockey inleds, men avslutas inte förrän i januari året därpå.
- Channel One Cup i Moskva i Ryssland.

## Samband
- December börjar alltid på samma veckodag som september.